# Timothy B. Schmit

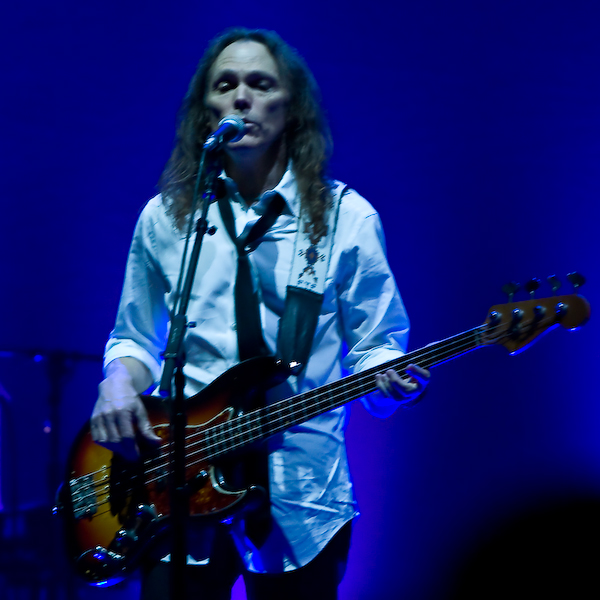
Schmit in concerto con gli Eagles nel 2008

Timothy Bruce Schmit, più noto come Timothy B. Schmit (Oakland, 30 ottobre 1947), è un cantautore e bassista statunitense, conosciuto soprattutto per la sua militanza nei Poco e negli Eagles. Nel 1998 è stato incluso nella Rock and Roll Hall of Fame, in qualità di membro degli Eagles.

## Discografia

### Con gli Eagles

#### Album in studio
- 1979 - The Long Run
- 2007 - Long Road Out of Eden

#### Raccolte
- 1982 - Eagles Greatest Hits, Vol.2
- 1994 - The Very Best of the Eagles
- 2000 - Selected Works: 1972-1999
- 2003 - The Very Best Of

#### Live
- 1980 - Eagles Live
- 1994 - Hell Freezes Over
- 2009 - New Zealand Concert
- 2020 - Live from the Forum MMXVIII

### Da solista

#### Album in studio
- 1984 - Playin' It Cool (Wounded Bird Records)
- 1987 - Timothy B. (MCA Records)
- 1990 - Tell Me the Truth (MCA Records)
- 2001 - Feed the Fire (Lucan Records)
- 2009 - Expando (Lost Highway Records)
- 2016 - Leap of Faith
- 2022 - Day by Day

#### Singoli
- 1982 - So Much in Love
- 1984 - Playin' It Cool
- 1987 - Boys Night Out
- 1988 - Don't Give Up
- 2016 - Red Dirt Road
- 2019 - The Good Fight (con Sheryl Crow)
- 2020 - Cross That Line
- 2022 - Simple Man
- 2022 - Heartbeat